# روذرفورد نيس روبرتسون
روذرفورد نيس روبرتسون (بالإنجليزية: Rutherford Ness Robertson)‏ هو عالم نبات أسترالي، ولد في 29 سبتمبر 1913، وتوفي في 6 مارس 2001.